# Messier 53
Messier 53 (také M53 nebo NGC 5024) je kulová hvězdokupa v souhvězdí Vlasů Bereniky. Objevil ji Johann Elert Bode 3. února 1775. Hvězdokupa je od Země vzdálená přibližně 58 400 ly a od středu Galaxie 60 000 ly.

## Pozorování

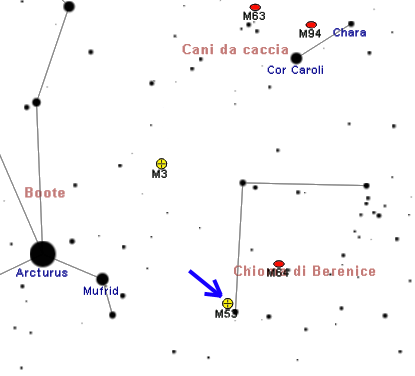
Poloha M 53 v souhvězdí Vlasů Bereniky.

M53 je možné nalézt velmi snadno, protože leží pouhý 1° severovýchodně od dvojhvězdy Diadem (α Comae Berenices). Patří k jasným kulovým hvězdokupám,
ale pouhým okem není viditelná. Ovšem pokud je obloha čistá, stačí k jejímu nalezení triedr. Dalekohled o průměru 114 mm již v této hvězdokupě dokáže rozlišit několik hvězd a s průměrem 150 mm lze pozorovat celé její halo. Při zvětšení 200x je možné pozorovat dvě stovky jejích hvězd, ale střed hvězdokupy zůstává mlhavý a nezřetelný.
1° jihovýchodně od M53 leží další kulová hvězdokupa NGC 5053, která má ovšem nízkou plošnou jasnost. 5° severozápadně od M53 je možné najít galaxii Černé oko (M64).
Hvězdokupu je možné pozorovat z obou zemských polokoulí, protože má pouze mírnou severní deklinaci. Přesto je na severní polokouli lépe pozorovatelná a během jarních nocí tam vychází vysoko na oblohu, zatímco na jižní polokouli v oblastech více vzdálených od rovníku zůstává poněkud níže nad severním obzorem. Přesto je pozorovatelná ze všech obydlených oblastí Země. Nejvhodnější období pro její pozorování na večerní obloze je od února do srpna.

## Historie pozorování
Hvězdokupu objevil Johann Elert Bode 3. února 1775 a popsal ji takto: "1° východně od hvězdy 41 Comae, nová mlhovina, která v dalekohledu vypadá kulatě a velmi jasně." V roce 1777 ji znovu pozoroval Charles Messier, který ji popsal jako kulatý mlhavý objekt velkých rozměrů a přirovnal ji ke hvězdokupě Messier 79 v souhvězdí Zajíce. William Herschel ji dokázal rozložit na hvězdy a pozoroval v ní několik řetězců hvězd. Isaac Roberts ji poprvé vyfotografoval v roce 1892 a ukázal tak, že je možné ji zcela rozložit na hvězdy, takže v ní nezůstanou žádné náznaky mlhoviny.

## Vlastnosti
M53 patří mezi kulové hvězdokupy, které patří do Galaxie, ale od Země jsou velmi vzdálené – její vzdálenost je přibližně 58 400 ly a 60 000 ly od středu Galaxie. Její úhlový průměr 13' odpovídá skutečnému rozměru zhruba 220 ly a její nejjasnější hvězdy jsou 13. magnitudy. Tato hvězdokupa obsahuje padesátku proměnných hvězd, 47 je potvrzených hvězd typu RR Lyrae. Hvězdokupa se ke Slunci přibližuje rychlostí -62,9±0,3 km/s.